# Dublinino (Kaliningrad)
Dublinino (russisch Дублинино, deutsch Doblienen, litauisch Doblynai, auch Dobilynai) ist ein Ort in der russischen Oblast Kaliningrad. Er gehört zur kommunalen Selbstverwaltungseinheit Stadtkreis Slawsk im Rajon Slawsk. Der Ort Dublinino befindet sich heute allerdings etwa vier Kilometer westlich der Ortsstelle Doblienen, die verlassen ist.

## Geographische Lage
Dublinino liegt am westlichen Ufer des Flüsschens Warsche (russisch: Warscha), 14 Kilometer nordwestlich der Kreisstadt Slawsk (Heinrichswalde). Durch den Ort verläuft eine Nebenstraße, die Timirjasewo (Neukirch) mit Sapowednoje (Groß Kryszahnen, 1924 bis 1946 Seckenburg) verbindet. Seckenburg war bis in die 1920er Jahre die nächste Bahnstation und lag an der Bahnstrecke Brittanien–Seckenburg der Niederungsbahn.

## Geschichte
Das bis 1946 Doblienen genannte kleine Dorf, das vor 1945 lediglich aus ein paar mittleren Höfen bestand, wurde 1874 in den neu errichteten Amtsbezirk Wolfsberg (russisch: Westrjanka, der Ort existiert nicht mehr) eingegliedert, der bis 1945 zum Kreis Niederung (ab 1938 „Kreis Elchniederung“) im Regierungsbezirk Gumbinnen der reußischen Provinz Ostpreußen gehörte.
In Doblienen lebten im Jahre 1910 71 Einwohner. Ihre Zahl verringerte sich bis 1925 auf 50, betrug 1933 bereits wieder 66 und 1939 noch 63.
Im Jahre 1945 kam Doblienen in Kriegsfolge mit dem nördlichen Ostpreußen zur Sowjetunion und wurde zu einem unbekannten Zeitpunkt in Dublinino umbenannt. Der Ort wurde dem Dorfsowjet Sapowednenski selski Sowet im Rajon Slawsk zugeordnet. Von 2008 bis 2015 gehörte Dublinino zur Landgemeinde Timirjasewskoje selskoje posselenije und seither zum Stadtkreis Slawsk.

## Kirche
Mit seiner überwiegend evangelischen Bevölkerung war Doblienen bis 1890 in das Kirchspiel der Kirche Neukirch (russisch: Timirjasewo) eingepfarrt. Damit gehörte das Dorf zum Kirchenkreis Niederung innerhalb der Kirchenprovinz Ostpreußen der Kirche der Altpreußischen Union. Heute liegt Dublinino im Einzugsbereich der neu entstandenen evangelisch-lutherischen Kirchengemeinde in Slawsk (Heinrichswalde). Sie ist die Pfarrgemeinde der gleichnamigen Kirchenregion in der Propstei Kaliningrad der Evangelisch-lutherischen Kirche Europäisches Russland.